# غريغ بيري (لاعب كرة الريشة)
غريغ بيري (بالإنجليزية: Greg Bury)‏ هو لاعب كرة الريشة كندي، ولد في عقد 1980.

## وصلات خارجية
- غريغ بيري على موقع BWF.tournamentsoftware.com (الإنجليزية)
- غريغ بيري على موقع BWFbadminton.com (الإنجليزية)